# Fałszywy Kamień
Fałszywy Kamień (niem. Faule Stein, 1355 m n.p.m.)  – grupa skał w Karkonoszach na terenie Karkonoskiego Parku Narodowego.
Grupa granitowych skał położona poniżej grupy skał Czeskie Kamienie. Do 1945 skały były pomnikiem przyrody.